# Józefowiec
Józefowiec (niem. Josephsdorf) – część Katowic, położona w północnym fragmencie miasta, na Wzgórzach Chorzowskich, na obszarze dzielnicy Wełnowiec-Józefowiec.
Powstał on wraz z Bederowcem z inicjatywy ks. Józefa Bedera w 1826 roku na terenach ówczesnej gminy Dąb. Wraz z rozwojem przemysłowym w rejonie osady (głównie górnictwa węgla kamiennego i hutnictwa) Józefowiec w połowie XIX wieku stał się osadą przemysłową, rozbudowaną początkowo wzdłuż ulicy Józefowskiej, będącej do dziś główną osią komunikacyjną dzielnicy. W 1951 roku, będąc częścią gminy miejskiej Wełnowiec, został włączony do Katowic. W latach powojennych w dzielnicy nastąpił znaczący rozwój przestrzenny. Józefowiec ma charakter głównie mieszkaniowy, a w niej znajduje się również kilka instytucji o zasięgu ponadmiejskim: Archiwum Państwowe w Katowicach oddział Instytutu Pamięci Narodowej i Śląski Urząd Celno-Skarbowy.

## Geografia
Józefowiec pod względem administracyjnym położony jest w województwie śląskim i stanowi część dzielnicy Katowic – Wełnowiec-Józefowiec. Graniczy on od południa i zachodu z Dębem i kolonią Agnieszki, natomiast od północy i wschodu z Wełnowcem. Według podziału fizycznogeograficznego Jerzego Kondrackiego Józefowiec znajduje się w mezoregionie Wyżyna Katowicka (341.13), natomiast pod względem historycznym we wschodniej części Górnego Śląska. 
Pod względem budowy geologicznej Józefowiec położony jest w zapadlisku górnośląskim, które wypełnia utwory pochodzące z karbonu (głównie zlepieńce, piaskowce i łupki ilaste zawierające pokłady węgla kamiennego). Powierzchniowe utwory, powstałe w karbonie górnym (warstwy grodzieckie), występują w zachodniej i środkowej części dzielnicy, na zachód od ulicy Józefowskiej. Wschodnią i południową część budują eluwia piaszczyste i pylaste gliny zwałowej. Utwory te powstały pod wpływem trwających w plejstocenie zlodowaceń. Cały obszar dzielnicy położony jest na Wzgórzach Chorzowskich, a najwyżej położony punkt znajduje się w rejonie kolonii Agnieszka – sięga 305 m n.p.m. Obszar z tego miejsca opada w kierunku wschodnim i południowo-wschodnim. 
Klimat Józefowca nie wyróżnia się zbytnio od klimatu dla całych Katowic, a jedynie jest modyfikowany przez lokalne czynniki (topoklimat). Występuje tu klimat umiarkowany przejściowy z przewagą prądów oceanicznych nad kontynentalnymi. Obszar dzielnicy położony jest w zlewni Rawy, która jest częścią dorzecza Wisły. Brak natomiast na obszarze dzielnicy zbiorników wodnych. 
W Józefowcu znajdują się trzy nazwane obszary zieleni urządzonej: plac Świętego Józefa Robotnika, położony przy skrzyżowaniu ulic Józefowskiej i prof. J. Mikusińskiego i skwer Janusza Kalinowskiego w rejonie ulic: T. Kotlarza i F. Nowowiejskiego. Przy ulicy prof. J. Mikusińskiego znajduje się również kompleks rodzinnych ogrodów działkowych – „Dobra Myśl”, który w grudniu 2007 miał 0,84 ha powierzchni i składał się z 20 działek.

## Historia

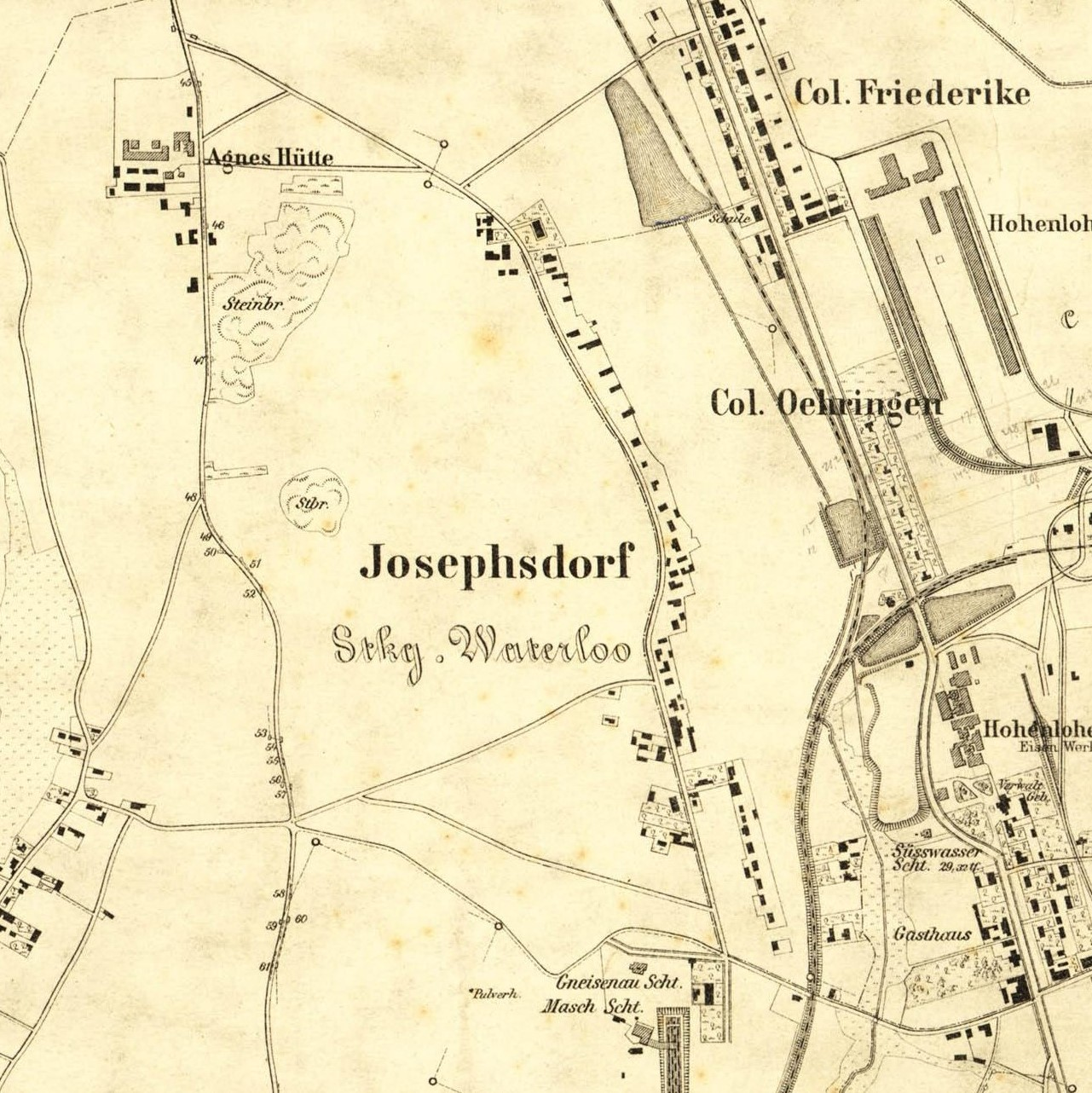
Józefowiec na mapie z 1880 roku

Józefowiec powstał w pierwszej połowie XIX wieku, kiedy to 1826 roku ks. Józef Beder – proboszcz chorzowskiej parafii św. Marii Magdaleny, nabył tereny położone na zachód i północ od Dębu od księcia Franciszka Ludwika Hohenlohe, na których ks. Beder ustanowił dwie kolonie: Bederowiec (obecnie na terenach dzielnicy Osiedle Tysiąclecia) i Józefowiec , na obszarze ówczesnej gminy Dąb. W Józefowcu powstała wtedy karczma oraz trzydzieści chałup, do których przydzielono po dwie morgi ziemi . Prócz chłopów, w Józefowcu zamieszkali również: karczmarz, trzech kupców, handlarz i kilku innych rzemieślników. W 1845 roku we wsi istniało już 35 domów, a mieszkało w niej 312 osób. W 1865 roku Józefowiec liczył 598 osób. Wówczas osada ta ukształtowała się wzdłuż dzisiejszej ulicy Józefowskiej.
Rozwój przemysłowy Józefowca zapoczątkowały został przez powstałe na przełomie XVIII i XIX wieku w rejonie osady szyby kopalni węgla kamiennego. W 1873 roku w Józefowcu mieszkało 1 000 osób . W tym samym roku produkcję rozpoczęła położona w sąsiednim Wełnowcu huta „Hohenlohe”. Wraz z rozwojem przemysłu powstawała nowa zabudowa mieszkaniowa, a także dwie szkoły powszechne, mieszczące się obecnie przy ulicy Józefowskiej 32 i 52. W 1890 roku Józefowiec zamieszkiwało 1 300 osób.

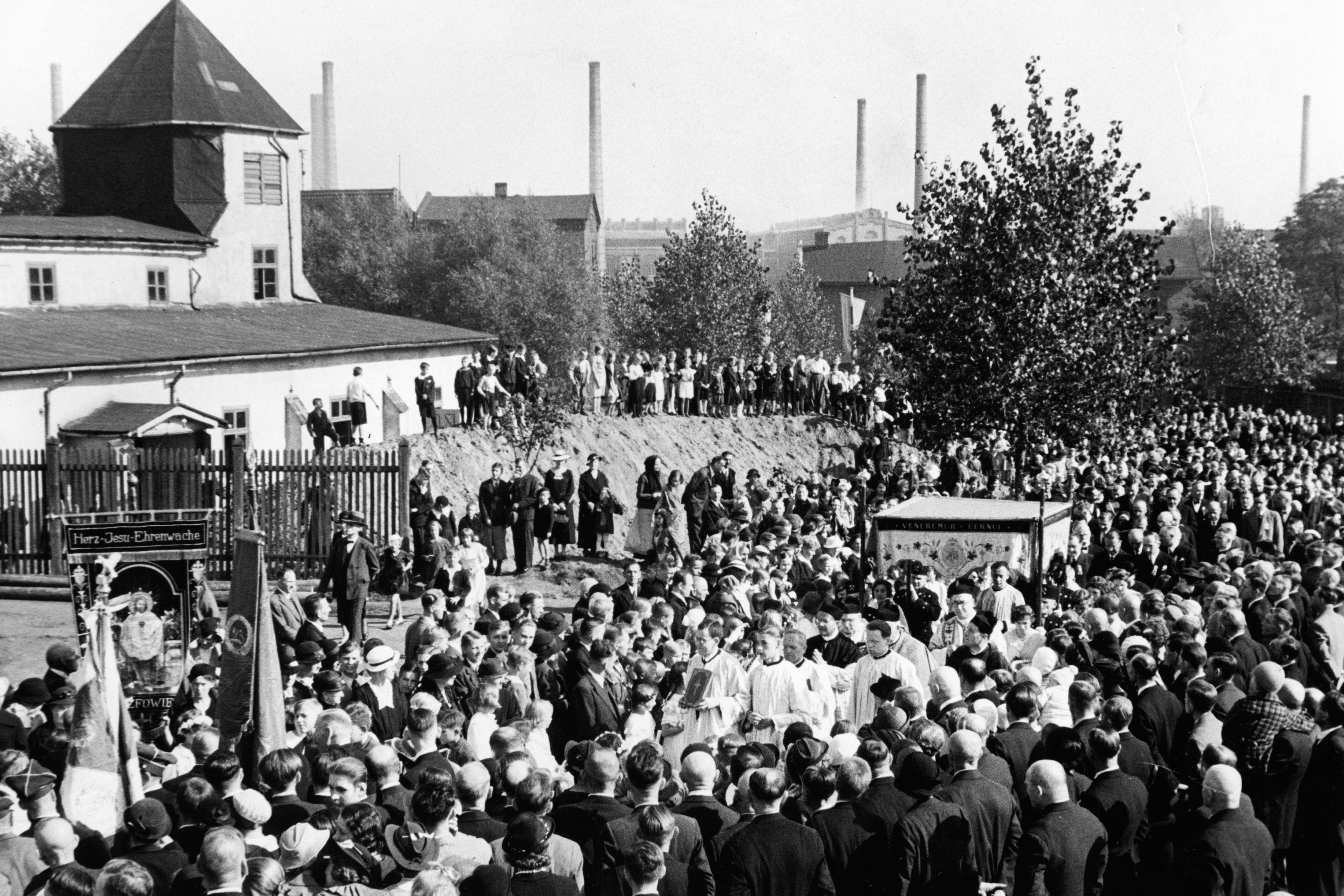
Uroczystość poświęcenia kamienia węgielnego pod kościół św. Józefa Robotnika w 1935 roku; po lewej fragment tymczasowego kościoła

Od 1875 do 1894 roku wieś była osobną gminą, po czym 1 kwietnia 1894 roku weszła w skład gminy Dąb (wówczas jako gmina Dąb-Józefowiec). Przed wybuchem pierwszego powstania śląskiego, w józefowskiej gospodzie Polska Organizacja Wojskowa organizowała tajne zebrania. W nocy z 17 na 18 sierpnia 1919 roku powstańcy z Dębu i Józefowca zebrali się, by uderzyć na posterunki niemieckie w kolonii Agnieszka i Wełnowcu. W plebiscycie zorganizowanym w marcu 1921 roku 54% mieszkańców gminy Dąb-Józefowiec opowiedziało się za włączeniem do Polski. W czasie trzeciego powstania śląskiego powstańcy z Józefowca weszli w skład batalionu Rudolfa Niemczyka. 
Pierwsze starania na rzecz powstania nowej rzymskokatolickiej wspólnoty parafialnej poczyniono w 1895 roku, lecz lokalię, będącej filią dębskiej parafii, ustanowiono w 1919 roku. W 1921 lub 1923 roku został założony cmentarz parafialny. Od 15 października 1924 Józefowiec przynależał do nowo utworzonej gminy miejskiej Wełnowiec (Dąb zaś włączono wówczas do Katowic), a 1 kwietnia 1951 całą gminę przyłączono do Katowic. W 1935 roku powstał kościół św. Józefa Robotnika. Pierwszym proboszczem józefowskiej parafii był ks. dr Paweł Michatz .  
Po II wojnie światowej w Józefowcu powstały nowe osiedla kilkupiętrowych bloków mieszkalnych. Znaczącą przebudowę dzielnicy rozpoczęto w 1968 roku, wraz z rozpoczęciem realizacji pierwszego etapu osiedla Szczecińska-Nowotki, Do lat 80. XX wieku powstały również budynki wielorodzinne wraz z placówkami handlowo-usługowymi m.in. przy ulicach: Józefowskiej, prof. J. Mikusińskiego i Słonecznej. W wyniku ustalenia nowego podziału administracyjnego miasta w 1991 roku Józefowiec wszedł w skład dzielnicy Wełnowiec-Józefowiec.

## Gospodarka, handel i instytucje

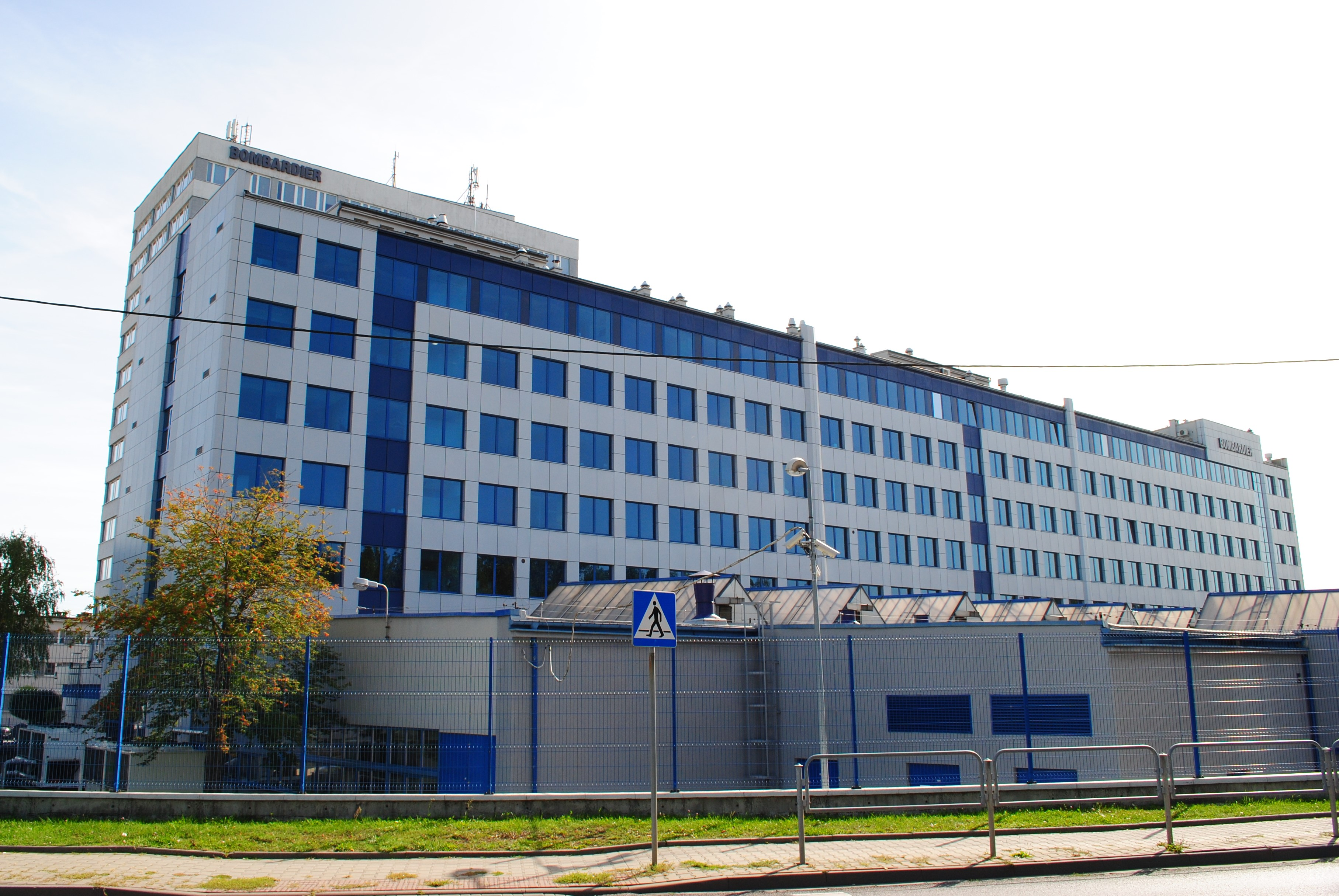
Zakłady firmy Bombardier Transportation w Józefowcu

Rozwój przemysłowy obszarów w rejonie Józefowca rozpoczął się na przełomie XVIII i XIX wieku, kiedy to powstały pierwsze szyby wydobywcze węgla kamiennego – kopalnie „Caroline”, „Maria”, „Alfred” i „Waterloo”, z czego trzy pierwsze weszły później w skład kopalni „Hohenhole”. Na początku XIX wieku w pobliżu osady została oddana do użytku huta żelaza „Hohenlohe”, a w latach 20. XIX wieku huty cynku: „August” i „Helena”. W 1873 roku oddano do użytku w sąsiednim Wełnowcu hutę cynku „Hohenlohe”. Zakłady te należały do książąt Hohenlohe.

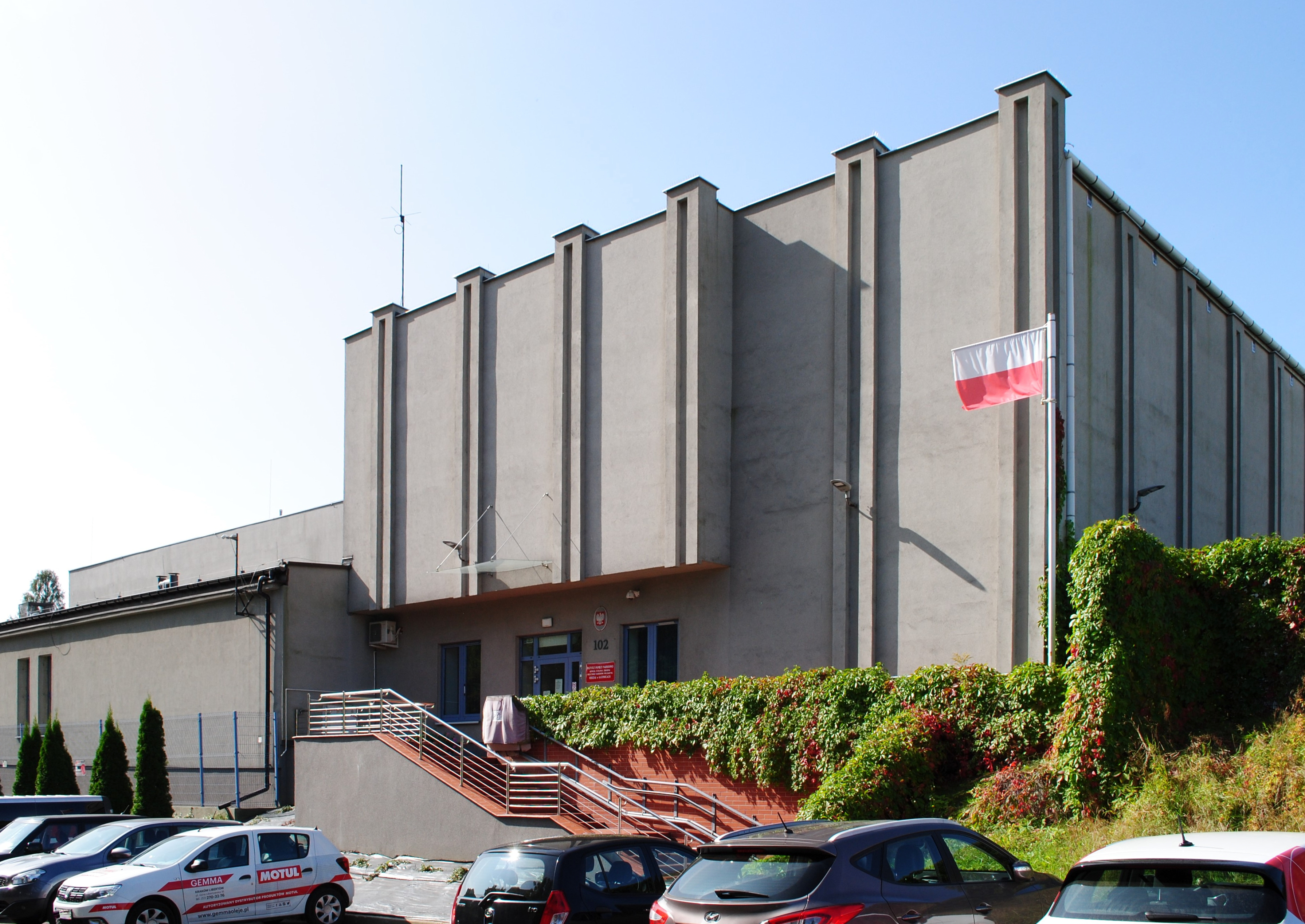
Oddział Instytutu Pamięci Narodowej przy ulicy Józefowskiej 102

Według stanu ze stycznia 2021 roku, do większych przedsiębiorstw działających na obszarze Józefowca należy m.in. przedsiębiorstwo z dziedziny przemysłu elektroenergetycznego ZPUE, która ma swój jeden zakładów po dawnym Elektromontażu zakupionym w 2007 roku. Ponadto swoje placówki w Józefowcu ma producent elementów mechanicznych TRANSCOM, a miejscu dawnych Zakładów Wytwórczych Urządzeń Sygnalizacyjnych  funkcjonują zakłady firmy Bombardier Transportation.
Ulica Józefowska pomiędzy ulicą M. Karłowicza a ulicą Rysia, a także rejon pomiędzy ulicą Szczecińską a ulicą prof. J. Mikusińskiego stanowią w Józefowcu lokalny ośrodek usługowy, wyposażony w placówki usług podstawowych, w tym handlowe (sklepy spożywcze, w tym Społem Katowice przy ul. Józefowskiej 90), finansowe (placówki partnerskie Alior Banku i Credit Agricole) i placówka pocztowa Poczty Polskiej (UP Katowice 33 przy ul. Józefowskiej 100).
Z większych obiektów handlowych na terenie Józefowca znajdują się: markety Moje Auchan (wcześniej Simply; ul. Szczecińska 18) i Stokrotka (wcześniej Carrefour; ul. Józefowska 108) oraz dyskonty sieci Biedronka (ul. Strażacka 19) i Lidl (ul. Słoneczna 23).
W Józefowcu swoją siedzibę ma Archiwum Państwowe w Katowicach (ul. Józefowska 104), Oddział Instytutu Pamięci Narodowej (ul. Józefowska 102)  oraz Regionalny Ośrodek Polityki Społecznej Województwa Śląskiego (ul. Modelarska 10).

## Architektura i urbanistyka
Józefowiec, założony w 1826 roku, początkowo składał się z karczmy oraz trzydziestu chałup. Według mapy z 1827 roku zabudowa chłopska koncentrowała się po wschodniej stronie obecnej ulicy Józefowskiej – zaznaczono na niej 34 budynki. W tym czasie wznoszono głównie obiekty drewniane. W 1845 roku we wsi istniało już 35 domów, a do połowy XIX wieku Józefowiec jako osada przemysłowa dalej rozwijała się wzdłuż obecnej ulicy Józefowskiej. W tym czasie, w drugiej połowie XIX i na początku XX wieku dla rodzin robotników hut i kopalń zakładów „Hohenlohe” powstało szereg budynków mieszkalnych, z czego część z nich przetrwało do dziś. W tym czasie w Józefowcu powstawały już budynki ceglane. Po włączeniu w 1894 roku Józefowca do gminy Dąb, z głównej ulicy wytyczono boczne szosy – obecne ulice: Rysia, Gnieźnieńska, M. Karłowicza, a na przełomie XIX i XX wieku ulicę Modelarską. W latach 90. XIX wieku powstała restauracja Geislera – obecnie hala sportowa przy ulicy Józefowskiej 40.

Budynki przedwojenne na terenie Józefowca
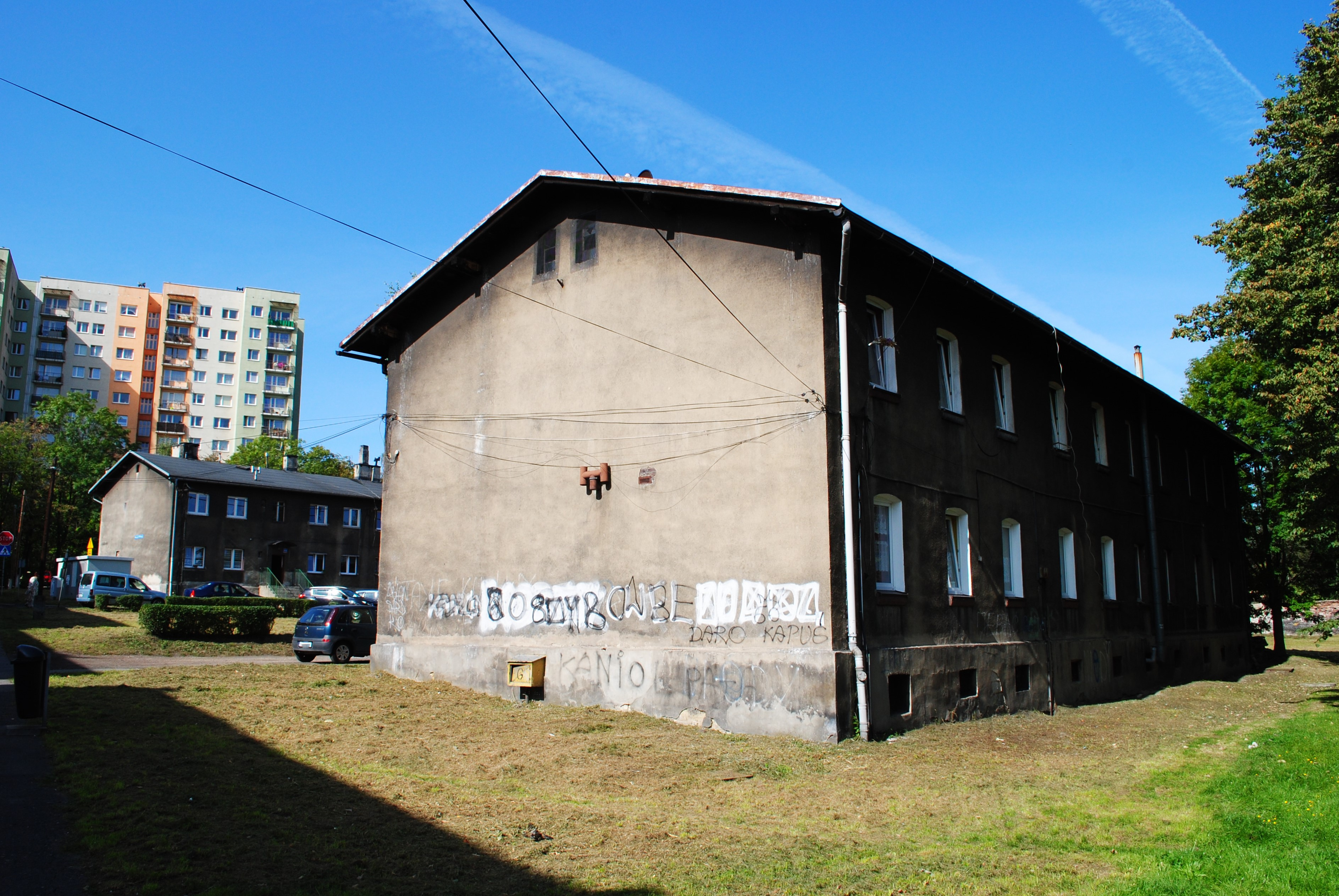
Fragment dawnego osiedla robotniczego przy ulicy M. Karłowicza; budynki pochodzą z 1873 roku
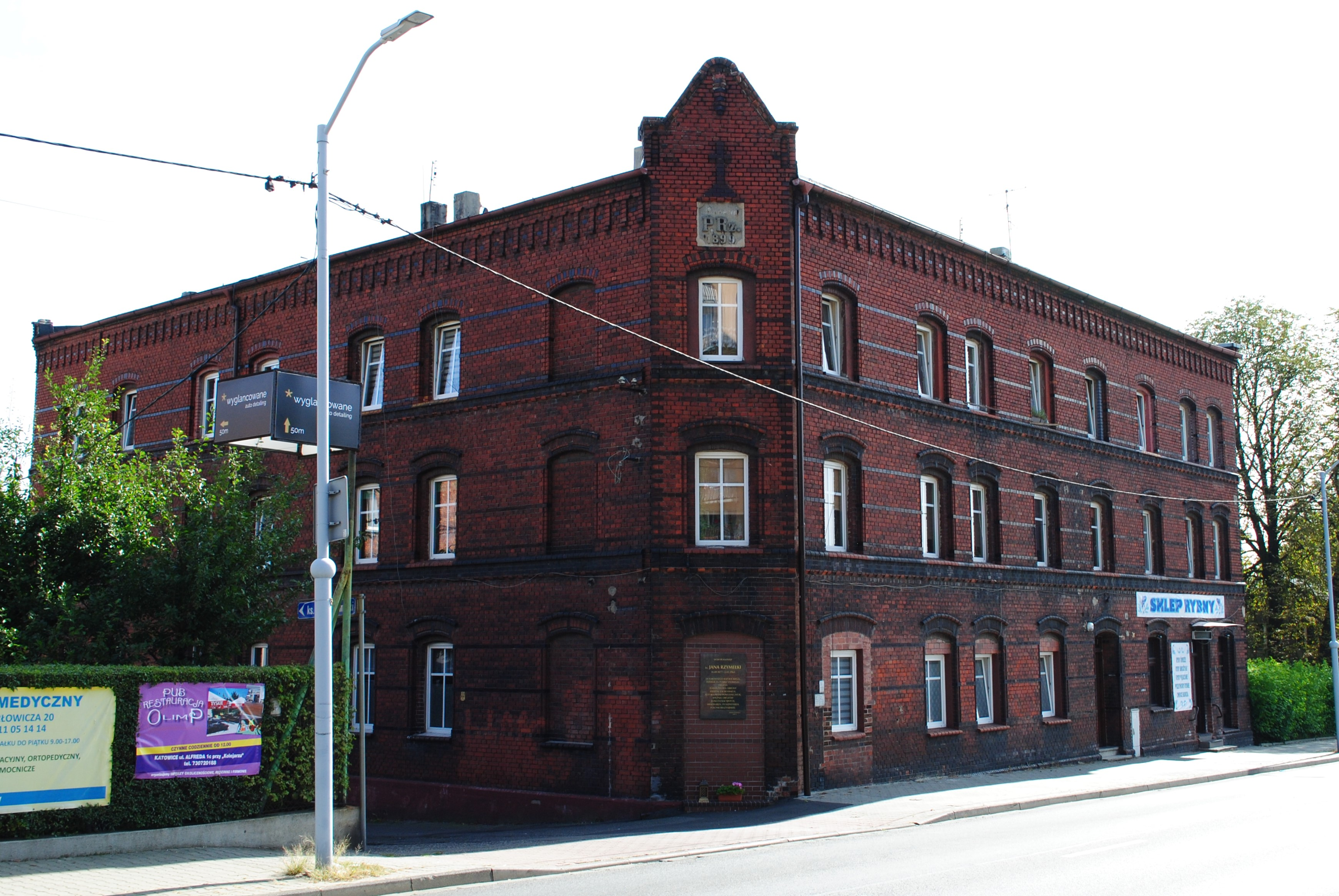
Kamienica na rogu ulic: ks. J. Rzymełki i Józefowskiej
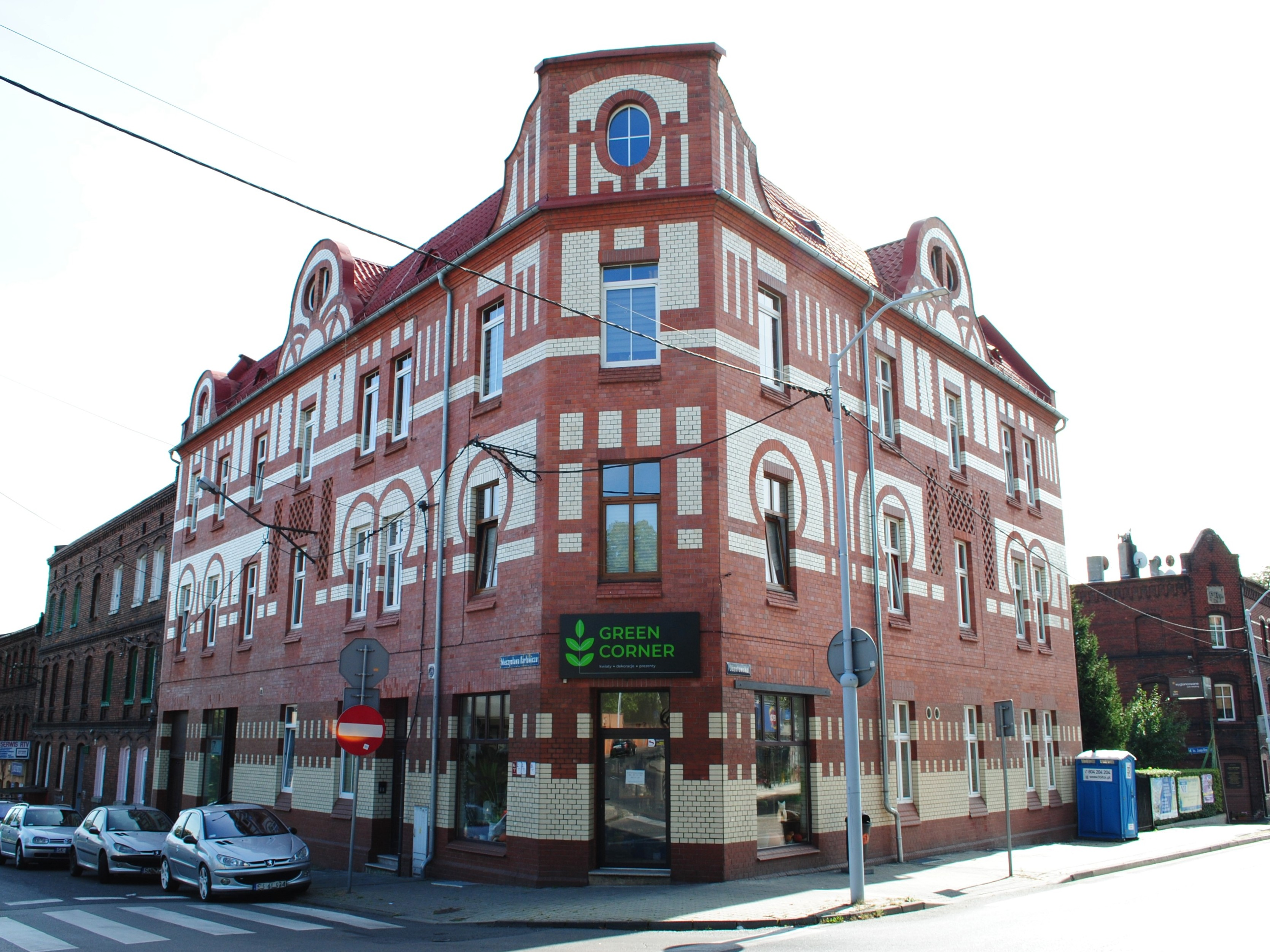
Kamienica na rogu ulic M. Karłowicza i Józefowskiej
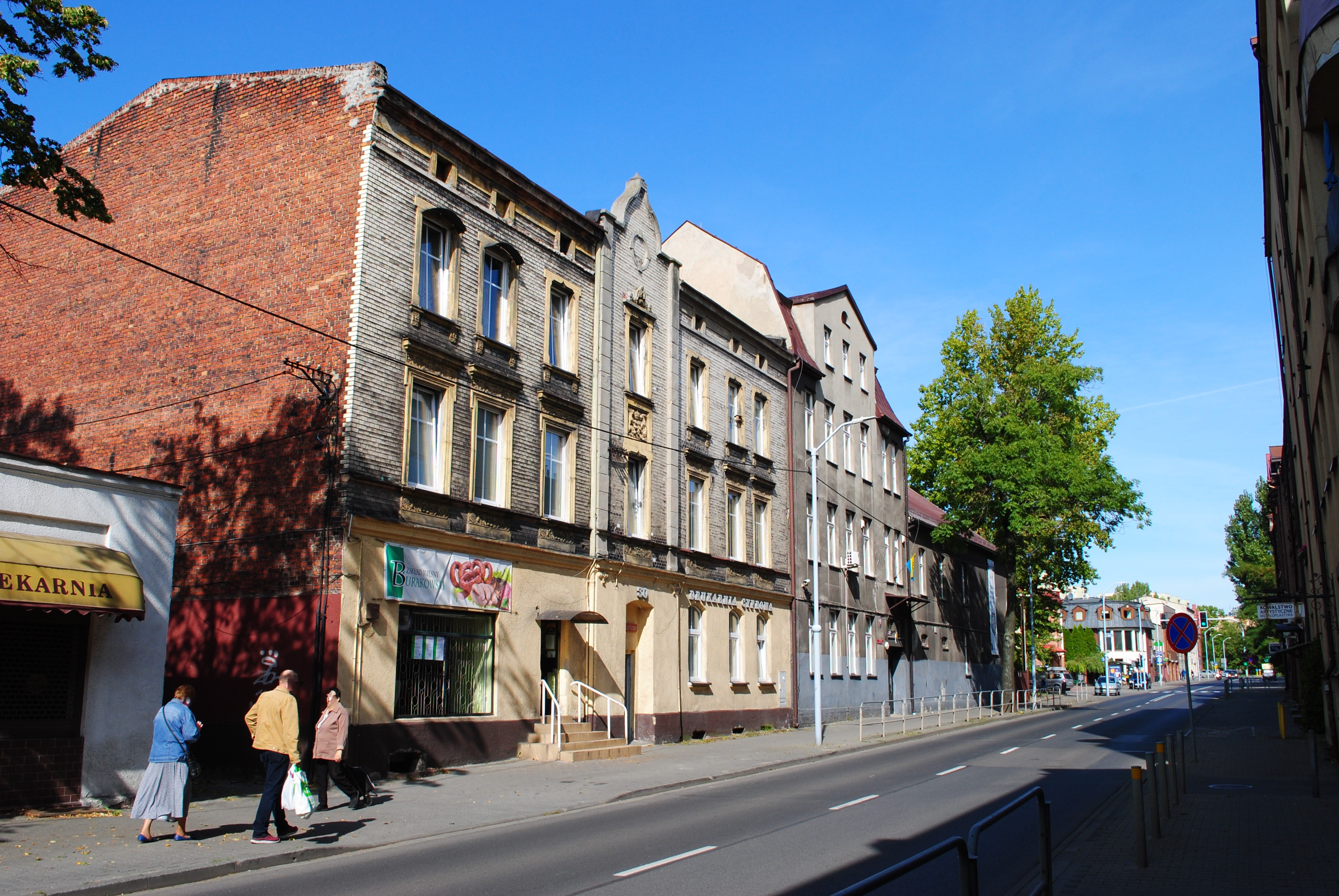
Kamienice przy ulicy Józefowskiej
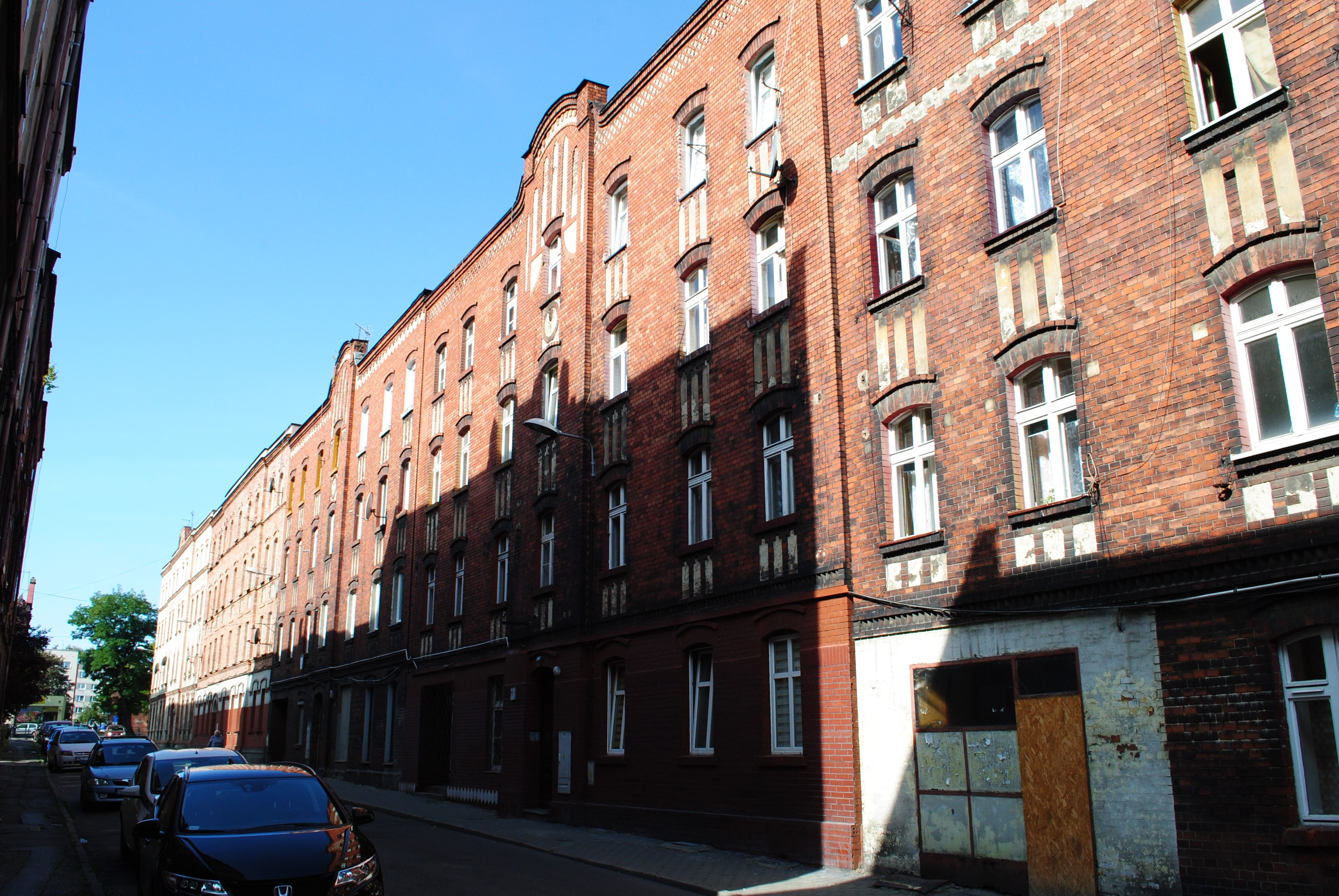
Kamienice przy ulicy Rysiej

Duży rozwój przestrzenny Józefowca nastąpił po II wojnie światowej. Pod koniec lat 40. XX wieku na pograniczu Dębu i Józefowca w rejonie dzisiejszych ulic Morelowej i ks. P. Ściegiennego powstało osiedle domów fińskich dla robotników kopalni „Eminencja” (później „Gottwald”). W latach 50. XX wieku przy ulicy Szczecińskiej i ulicy ks. P. Ściegiennego powstało kilka budynków dla pracowników wełnowieckiej huty „Silesia”, a w latach 70. XX wieku w rejonie ulicy Jabłoniowej powstało osiedle kilkukondygnacyjnych bloków mieszkalnych. Znaczny rozwój osiedla rozpoczęto w 1968 roku wraz z rozpoczęciem budowy pierwszego etapu osiedla Szczecińska-Nowotki, zaprojektowanego dla czterech tysięcy mieszkańców. Wraz z jego realizacją powstały obiekty usługowe: szkoła, przychodnia, żłobek i pawilon handlowo-usługowy. Drugi etap przebudowy, rozpoczęty w 1978 roku, został zapoczątkowany po wyburzeniu starszych budynków w rejonie ulicy prof. J. Mikusińskiego i osady Dobra Myśl. W ich miejscu powstały jedenastokondygnacyjne bloki z wielkiej płyty dla czterech tysięcy osób. Powstał również żłobek i przedszkole, a przy ulicy Józefowskiej pawilon handlowo-usługowy. W 1975 roku rozpoczęto budowę bloków przy ulicy Słonecznej, przeznaczone dla 2,5 tysiąca mieszkańców. Wraz z nim powstało przedszkole i żłobek oraz pawilon handlowo-usługowy. 

Budynki powojenne na terenie Józefowca
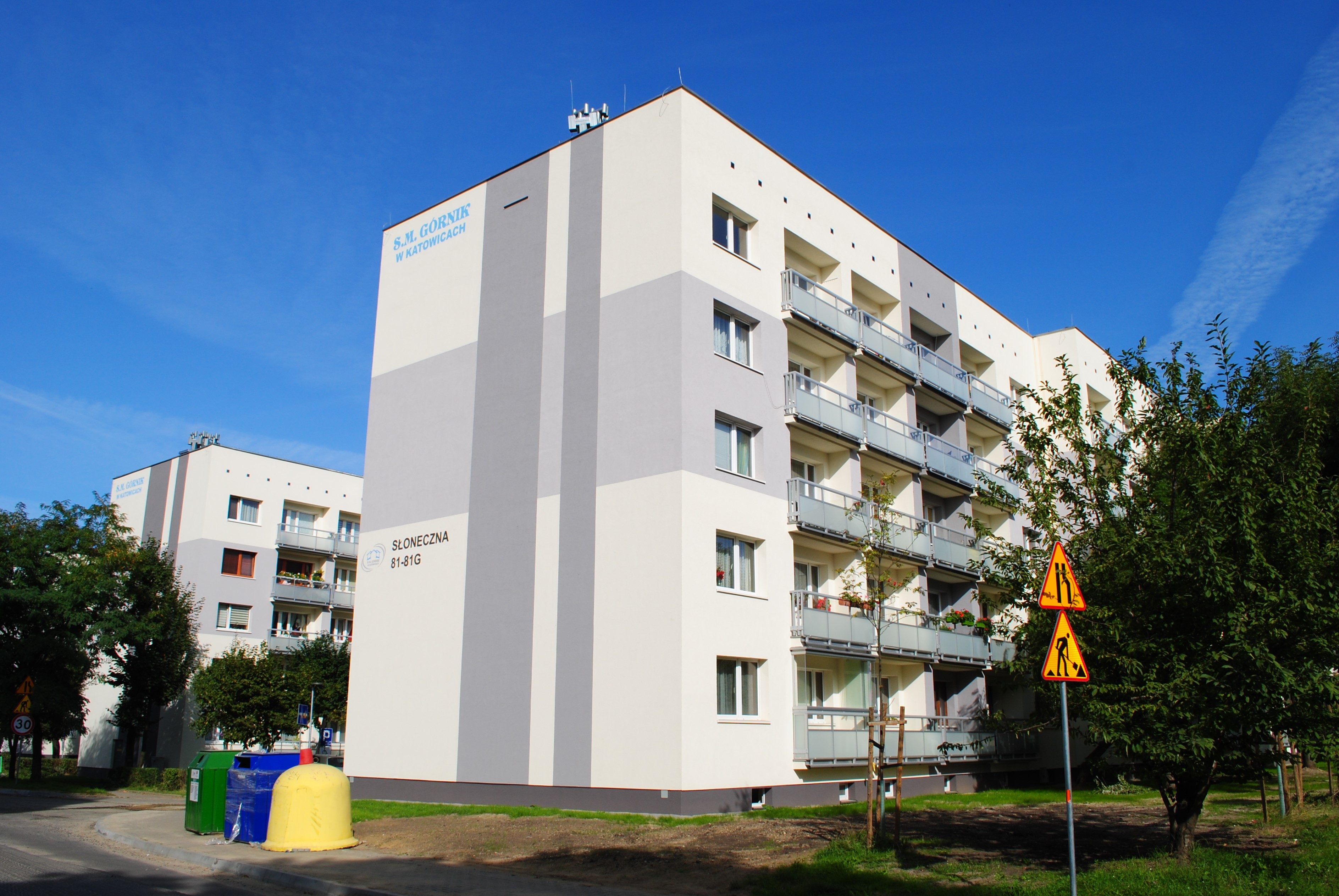
Bloki mieszkalne przy ulicy Słonecznej
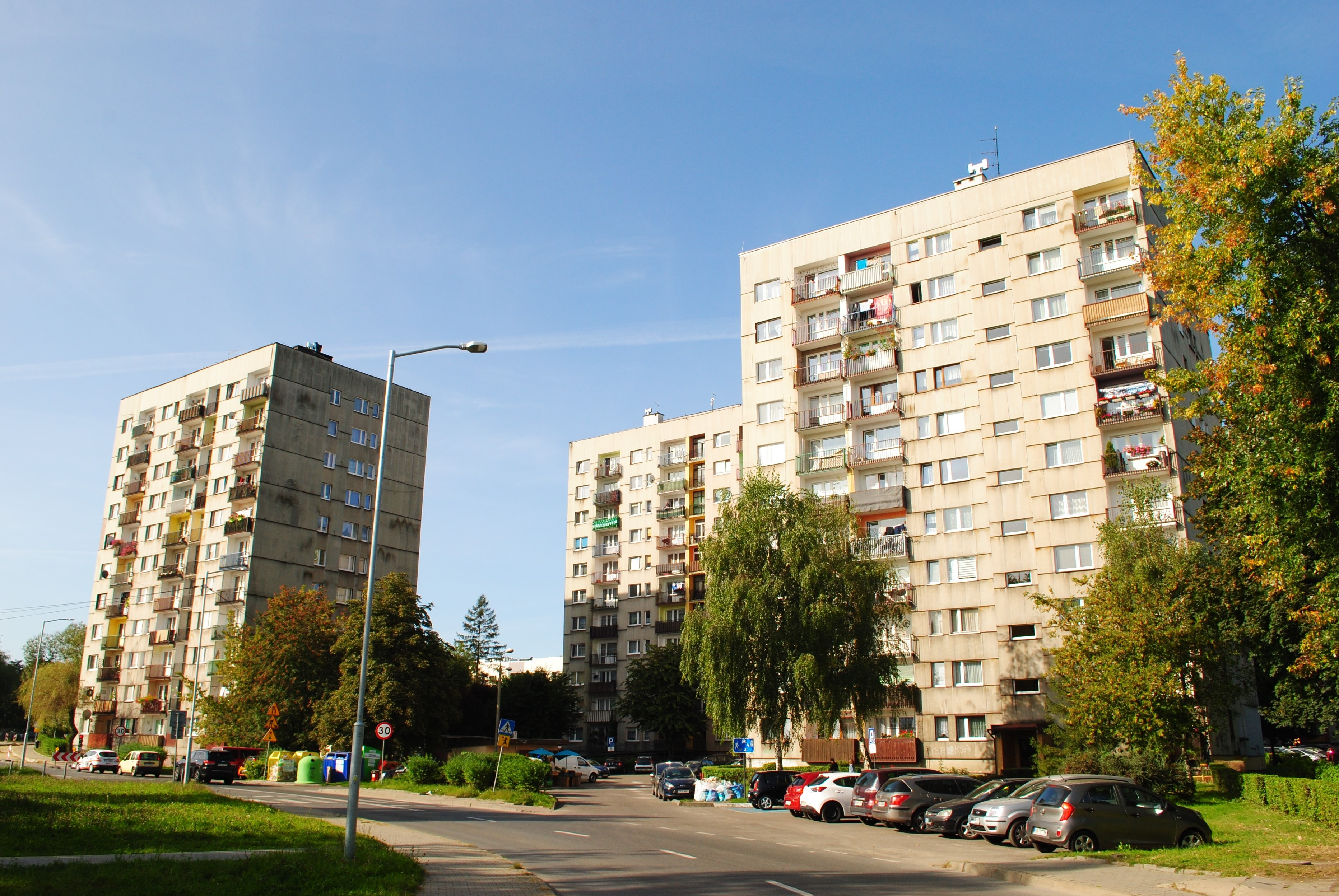
Bloki mieszkalne przy ulicy Słonecznej
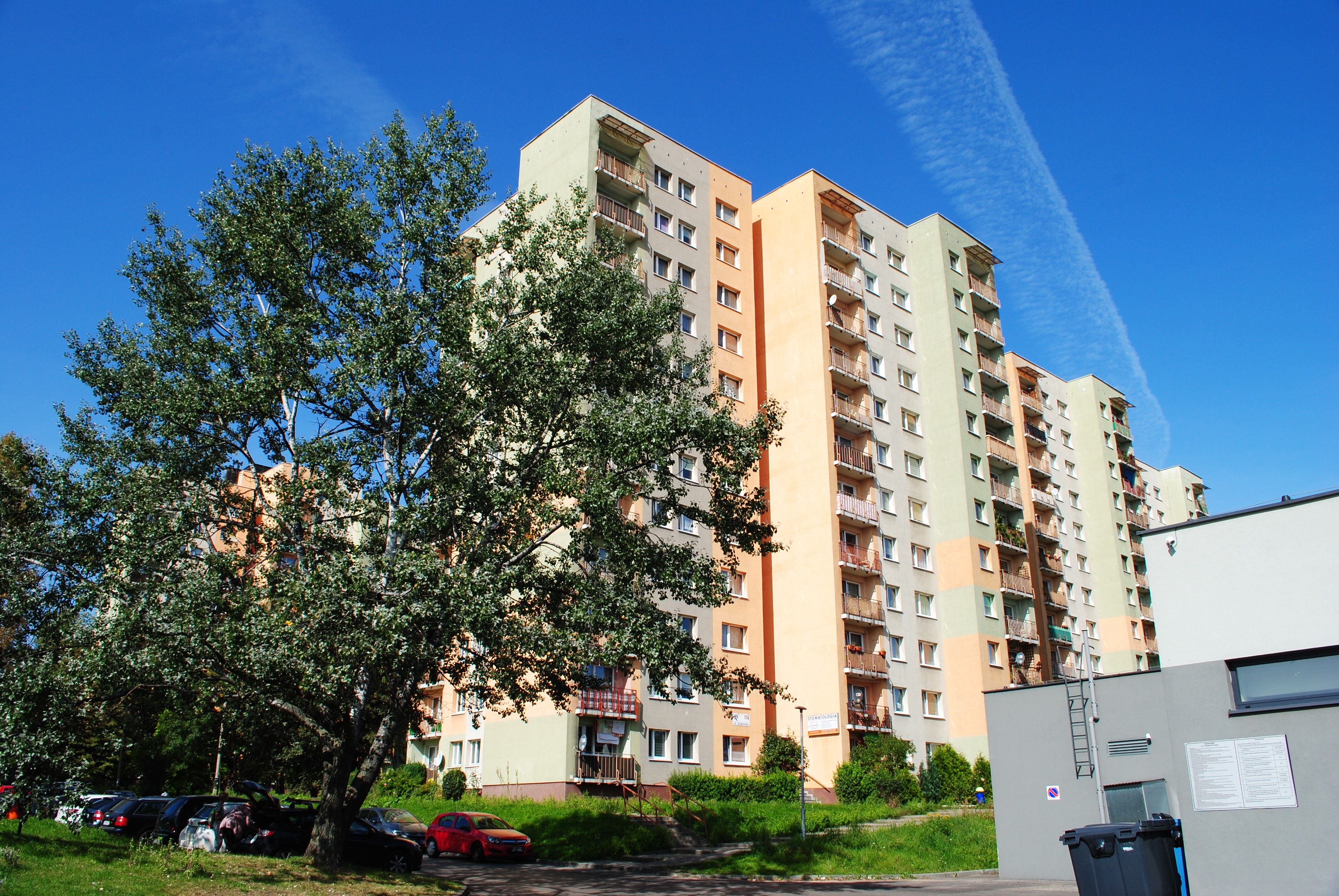
Bloki mieszkalne przy ulicy Józefowskiej
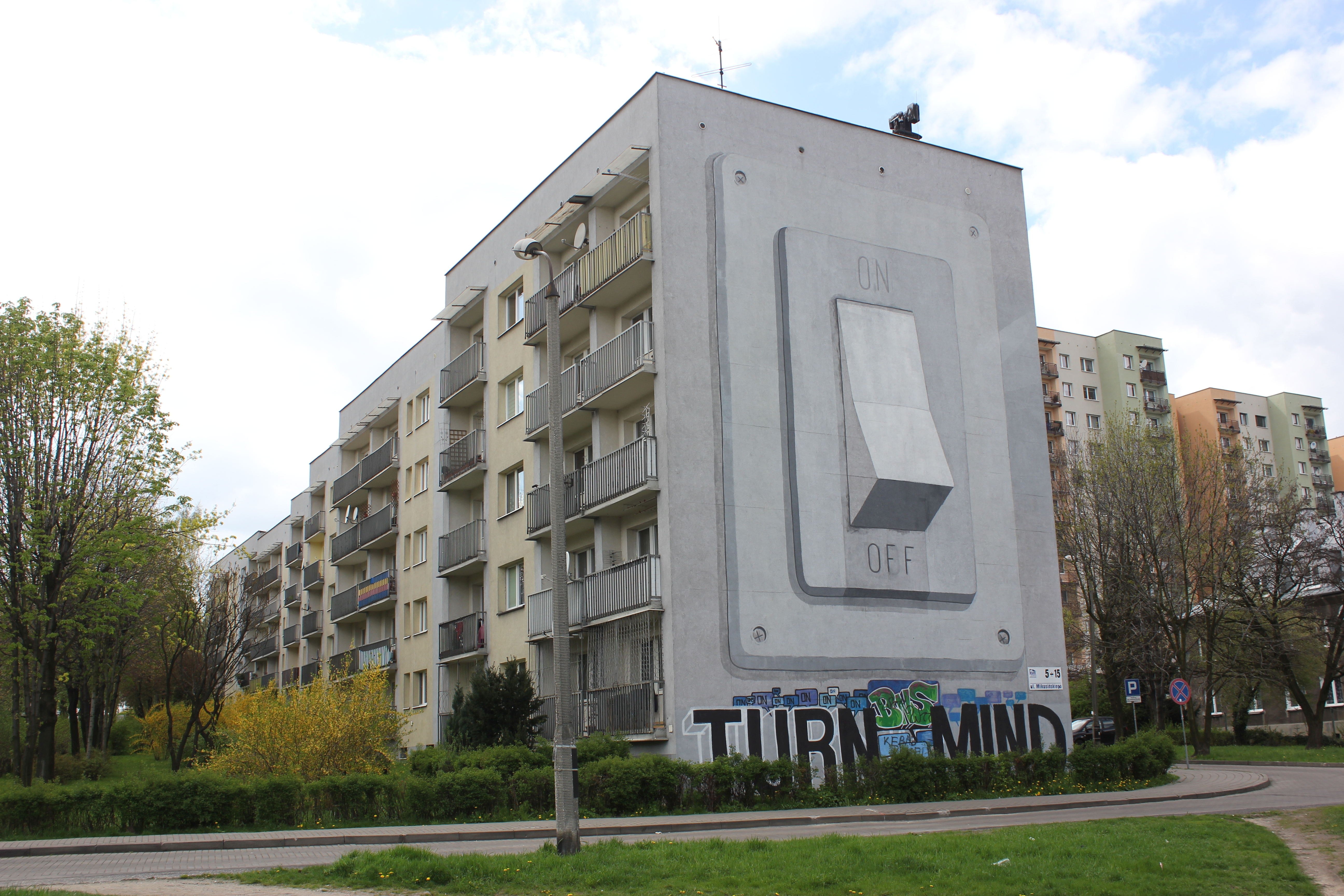
Bloki mieszkalne przy ulicy prof. J. Mikusińskiego
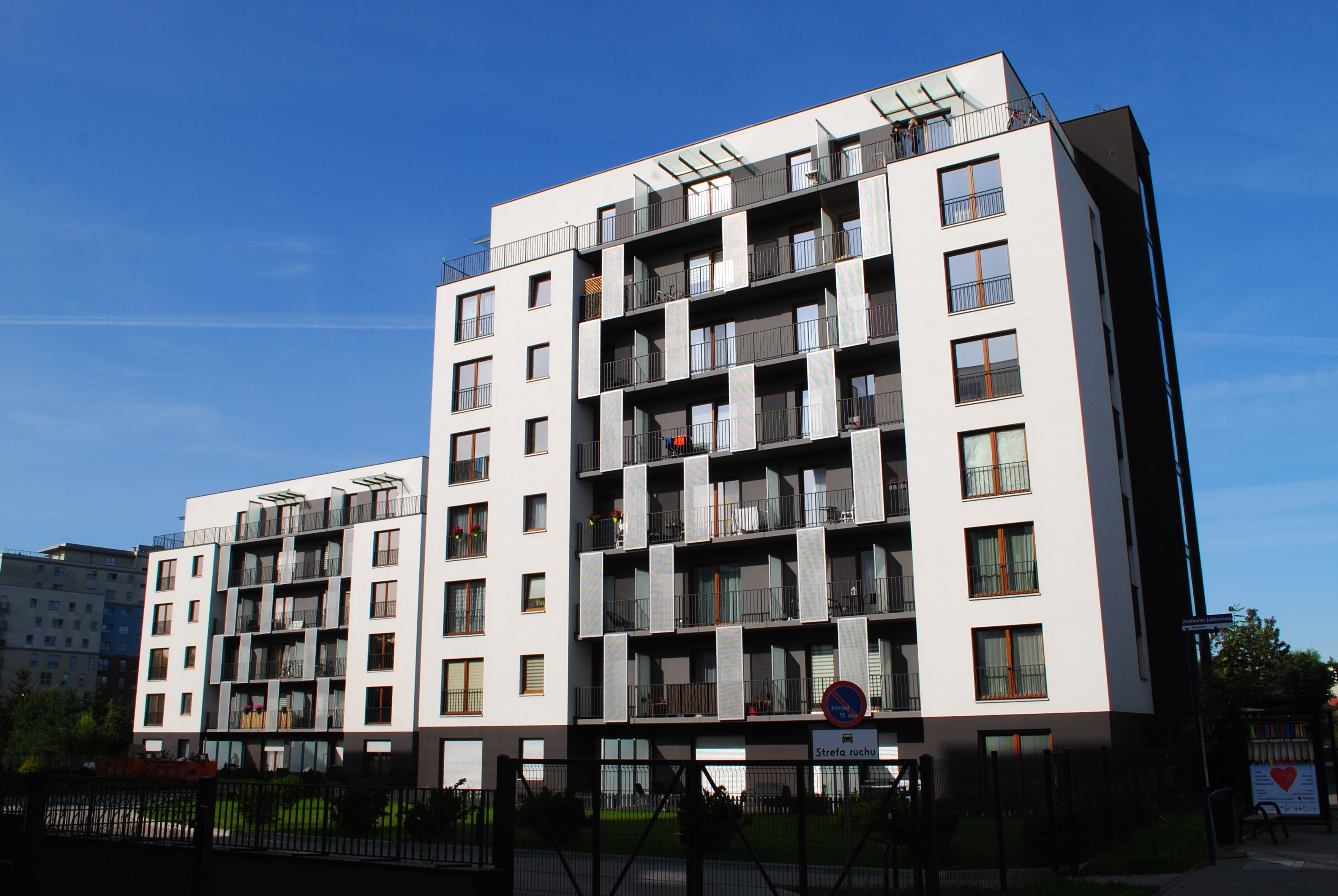
Fragment osiedla Nowa Słoneczna przy ulicy Słonecznej

Po 1989 roku w Józefowcu powstało stosunkowo niedużo budynków. Do większych zalicza się: budynek przy ulicy Józefowskiej 42 z 2004 roku i wybudowane w 2011 roku: supermarket Lidl i siedziba Śląskiego Urzędu Celno-Skarbowego w Katowicach przy ulicy Słonecznej 34. W czerwcu 2018 roku na rogu ulic: ks. P. Ściegiennego i Słonecznej rozpoczęto budowę zespołu pięciu budynków mieszkalnych z 211 lokalami mieszkalnymi. Osiedle Nowa Słoneczna oddano do użytku w listopadzie 2019 roku.

### Zabytki i obiekty historyczne

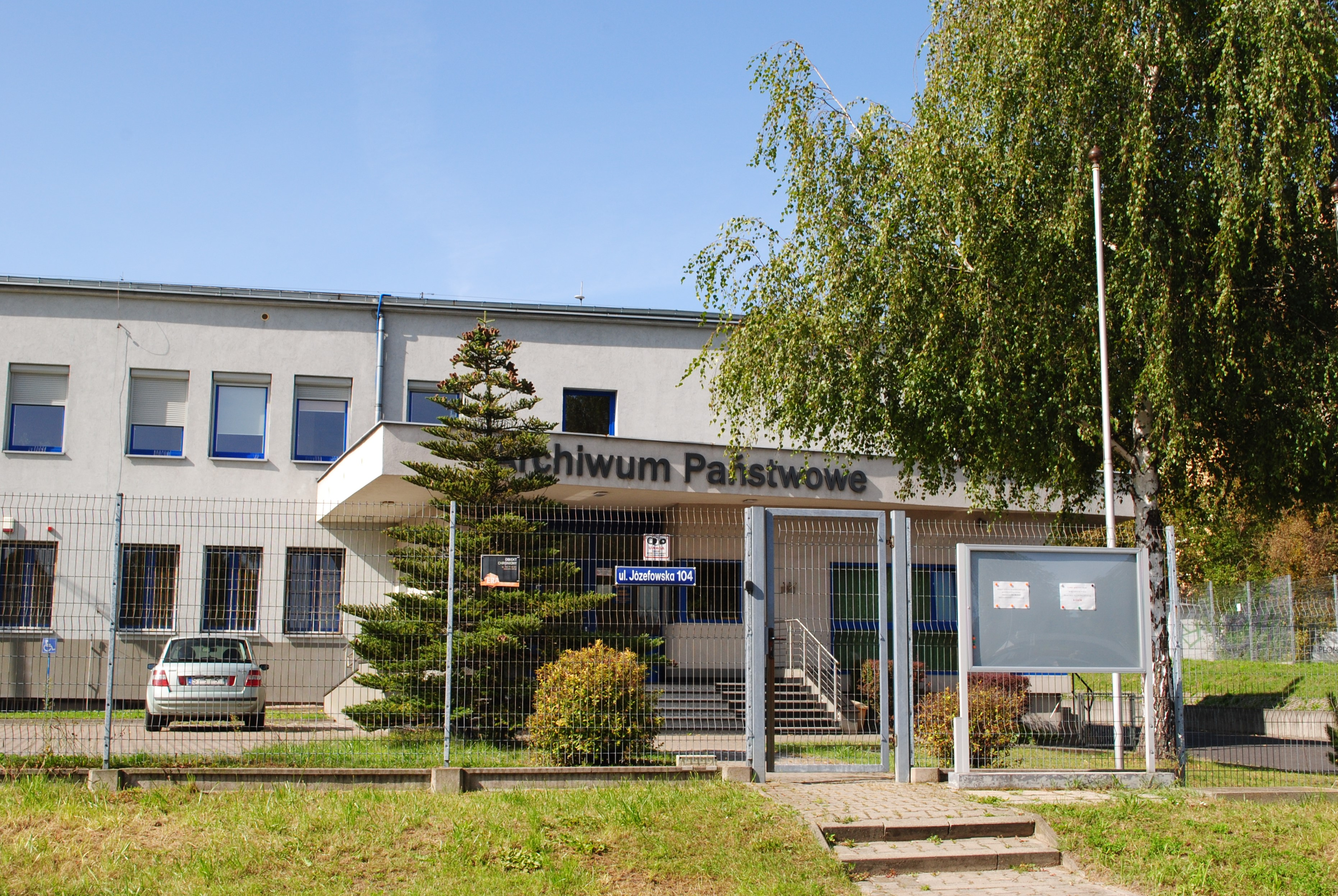
Siedziba Archiwum Państwowego w Katowicach

Na obszarze Józefowca nie występują obiekty wpisane do rejestru zabytków, natomiast są tu położone liczne historyczne budynki, z czego część z nich jest wpisanych do gminnej ewidencji zabytków. Do tej ewidencji wpisanych jest większość kamienic przy ulicach M. Karłowicza i Rysia, kamienice przy ulicy Józefowskiej 39, 40, 97 i 111, budynek filii Szkoły Podstawowej nr 17, kościół św. Józefa Robotnika i kaplica na józefowieckim cmentarzu. Na podstawie przepisów miejscowych planów zagospodarowania przestrzennego obowiązujących w dzielnicy, wytyczono w Józefowcu strefy ochrony konserwatorskiej obejmujący rejon ulic: M. Karłowicza, J. Dekerta i Strażackiej, obszar w rejonie ulicy Gnieźnieńskiej i cmentarz przy ulicy Józefowskiej. Spośród historycznych budynków w Józefowcu, do cenniejszych należą następujące z nich:
- Zabytkowe budynki szkół oraz historyczna hala sportowa przy ulicy Józefowskiej[49],
- Zespół dawnych koszar wojskowych (ul. Józefowska 104; obecnie Archiwum Państwowe w Katowicach), wzniesiony w latach międzywojennych; zespół obejmuje dwa dwukondygnacyjne budynki murowane z cegły, elementy ziemne i kamienne, obmurowania urządzeń terenowych oraz starodrzew[50],

## Transport

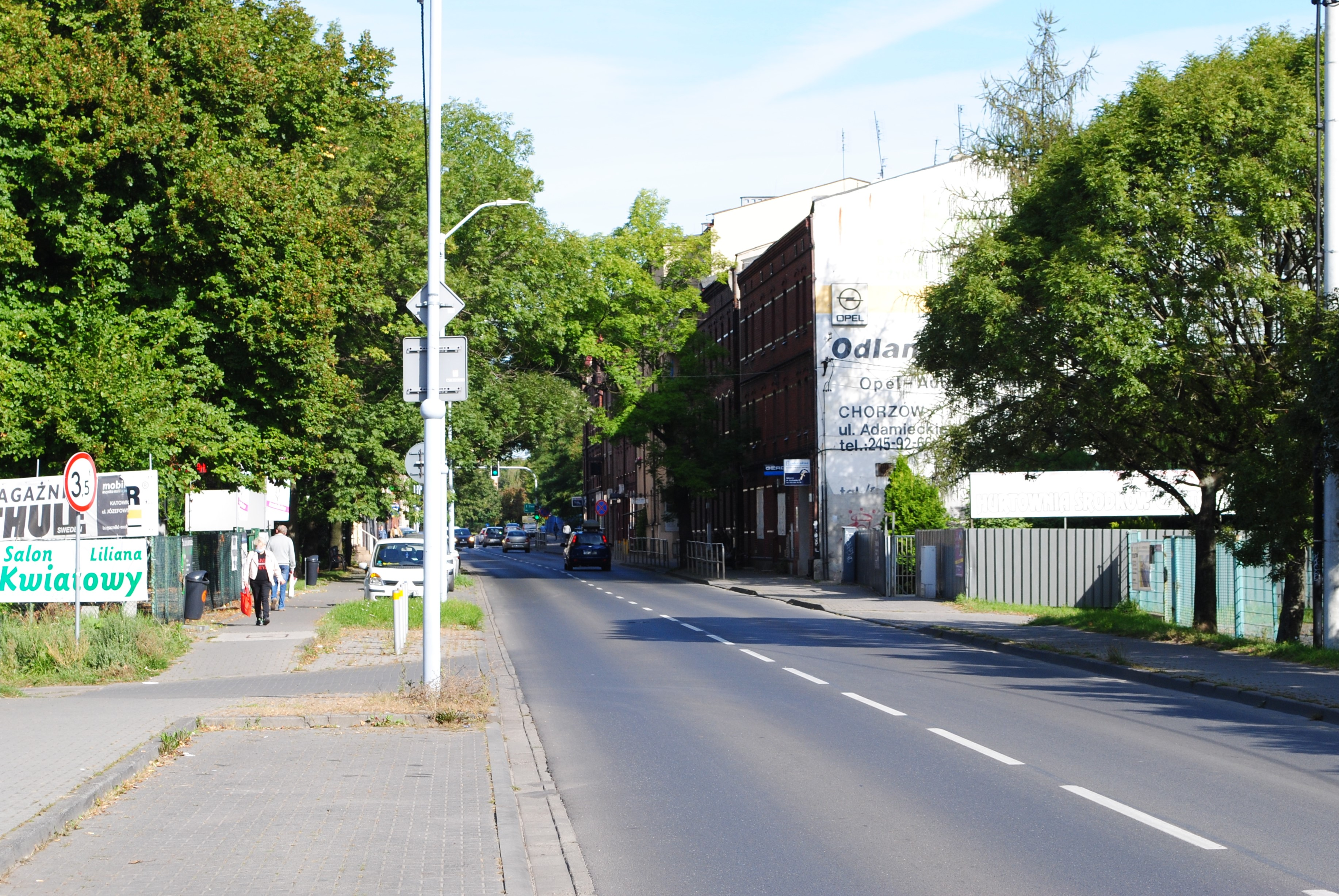
Fragment ulicy Józefowskiej na wysokości józefowieckiego cmentarza

Główną trasą komunikacyjną w Józefowcu jest ulica Józefowska, przy której powstała pierwsza zabudowa dzielnicy. Została ona wybrukowana pomiędzy 1907 a 1909 rokiem, a w 2005 i 2018 roku zmodernizowana. Jest do droga powiatowa o klasie drogi lokalnej. Ulica ta biegnie południkowo, gdzie na północy łączy się z ulicą Bytkowską na terenie kolonii Agnieszki, zapewniając dalej w kierunku północnym połączenie z Siemianowicami Śląskimi, natomiast na południu krzyżuje się z ulicą Słoneczną. Droga ta, biegnąca równoleżnikowo, również jest drogą powiatową o klasie drogi lokalnej. Na zachód łączy Józefowiec z Dębem, a na wschodzie z Wełnowcem i Koszutką. Biegnąca w zachodniej stronie ulica ks. P. Ściegiennego to jedyna w Józefowcu droga klasy zbiorczej. Do pozostałych ważniejszych dróg w Józefowcu należą ulice: Gnieźnieńska prof. J. Mikusińskiego i Szczecińska. 

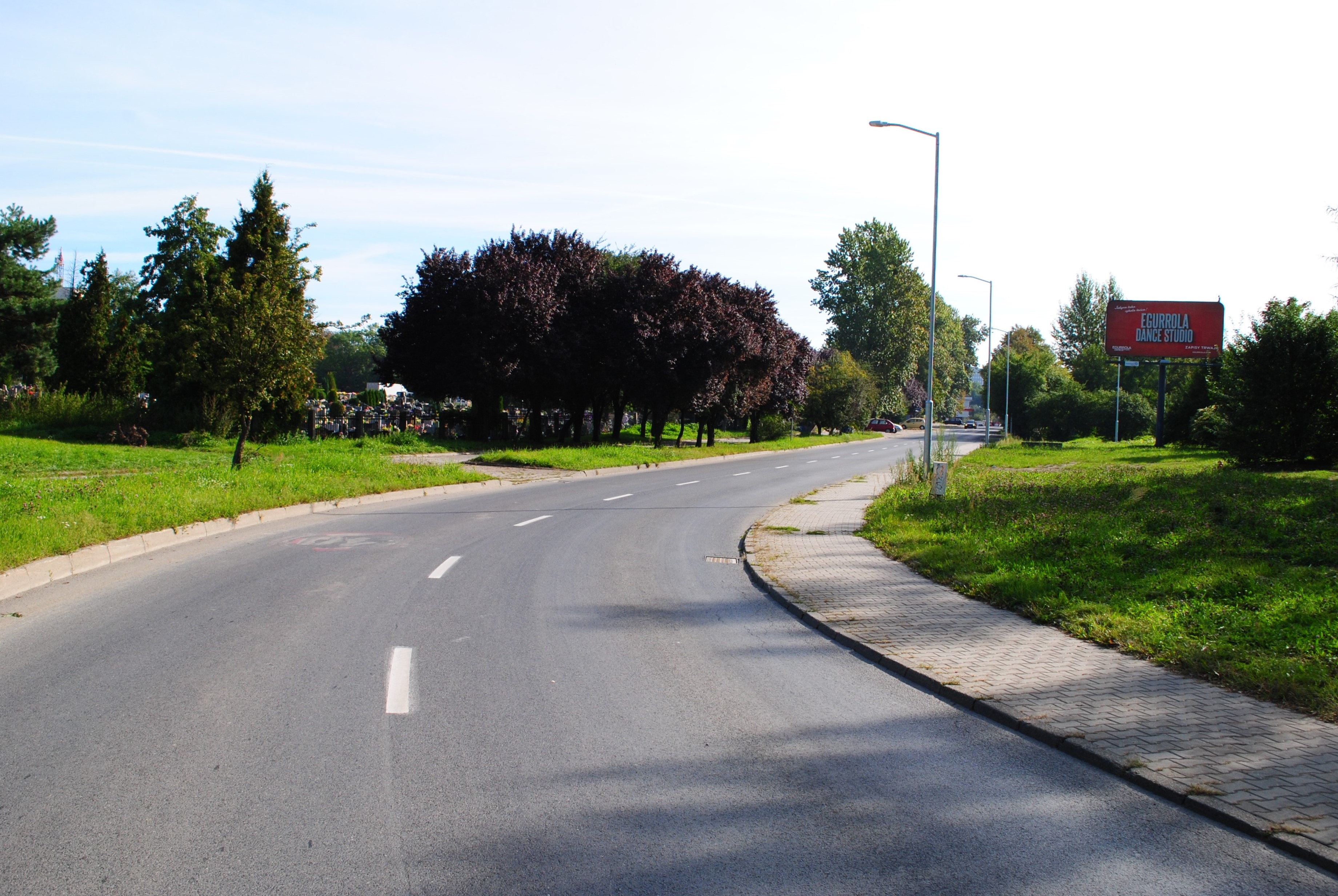
Ulica Słoneczna w Józefowcu

Przez obszar Józefowca nie przebiega żadna linia kolejowa, lecz w przeszłości równolegle do granicy Józefowca z Wełnowcem ciągnęła się bocznica łącząca Katowice z obecną stacją techniczną Katowice Dąbrówka Mała przez Wełnowiec. Linia ta od południa w kierunku północnym biegła równolegle do ulicy J.N. Stęślickiego, na wschód od zakładów ZPUE i sklepu Lidl i dalej na północ równolegle do ulicy C.K. Norwida. Linia ta została oddana do użytku 1 grudnia 1859 roku jako linia normalnotorowa wykorzystywana w ruchu towarowym. Rozbiórka linii została przeprowadzona w 1992 roku.
Publiczny transport zbiorowy w formie połączeń autobusowych przebiegających przez Józefowiec jest organizowany przez Zarząd Transportu Metropolitalnego. Na terenie dzielnicy znajduje się sześć przystanków: Józefowiec Cmentarz, Józefowiec Jabłoniowa, Józefowiec Osiedle, Józefowiec Szczecińska, Józefowiec Szpital i Józefowiec Ściegiennego. Z przystanku Józefowiec Szczecińska, według stanu z początku lutego 2021 roku odjeżdża 5 linii autobusowych, które łączą dzielnicę z większością dzielnic Katowic (w tym z Dąbrówką Małą, Dębem, Giszowcem, Koszutką, Szopienicami-Burowcem, Śródmieściem i osiedlem W. Witosa), a także z niektórymi sąsiednimi miastami Górnośląsko-Zagłębiowskiej Metropolii, tj. z Piekarami Śląskimi i Siemianowicami Śląskimi.
W Józefowcu nie ma wydzielonych tras rowerowych, a także nie przebiega przez dzielnicę żaden szlak rowerowy. W lutym 2021 roku znajdowały się tutaj dwie stacje rowerów miejskich City by bike: Szczecińska-Nowowiejskiego oraz Ściegiennego-Krzyżowa.

## Oświata

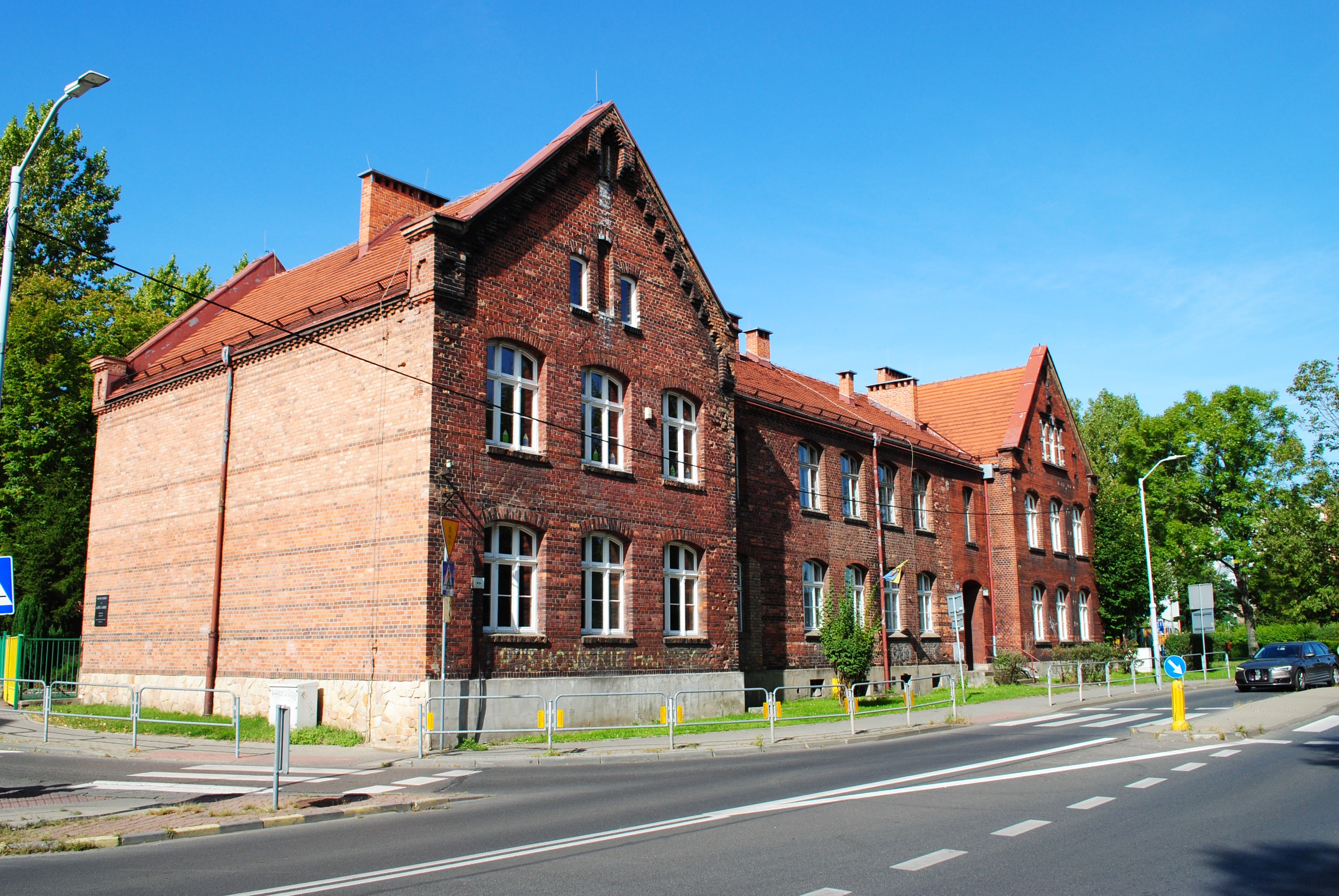
Filia Szkoły Podstawowej Nr 17 im Tadeusza Kościuszki przy ulicy Józefowskiej 52

W 1901 roku przy ówczesnej ulicy Bedera (obecnie Józefowska) powstał budynek szkoły autorstwa Eugena Vogta (obecnie filia Szkoły Podstawowej nr 17), a w 1910 roku powstała w Józefowcu druga szkoła (bądź pod koniec XIX wieku i rozbudowana w latach 1904–1907) – obecnie gmach XIV Liceum Ogólnokształcącego im. mjr. Henryka Sucharskiego . W 1912 roku w Józefowcu powołano Szkołę Gospodarstwa Domowego – w ramach nauczania organizowano w niej kilkumiesięczne kursy dla dziewcząt. W drugiej józefowskiej szkole w okresie międzywojennym działała czteroletnia Szkoła Podstawowa im. Karola Miarki. 
W 1959 roku w gmachu tej samej szkoły powołano Zespół Szkół Zawodowych dla pracujących pod patronatem Elektromontażu. W 1963 roku powstało tu Technikum Elektryczne, a 11 września 1978 roku szkole nadano imię mjr. Henryka Sucharskiego. W tym samym roku powstał Zespół Szkół Elektrycznych, a w 1991 roku Technikum Elektryczno-Mechaniczne. Budynek pierwszej józefowskiej szkoły stał się filią Szkoły Podstawowej nr 17 w roku szkolnym 1993/1994. Był on wówczas przeznaczony na klasy I–IV. Obecnie w budynku tym odbywa się nauczanie klas I–III w sześciu salach lekcyjnych. Ponadto mieści się tam sala zabaw, sala gimnastyczna, biblioteka, dwie świetlice, szatnia i gabinety. Przy gmachu szkoły znajduje się boisko i plac zabaw. XIV Liceum Ogólnokształcące zostało powołane 1 lipca 1998 roku. Druga z istniejących na terenie Józefowca szkół podstawowych – Szkoła Podstawowa nr 19, powstała w Dębie jako szkoła nr 2. Do obecnej siedziby przy ulicy Krzyżowej 12 przeprowadziła się w 2017 roku. W 2019 roku do szkoły tej uczęszczało 409 uczniów w 18 oddziałach klasowych. W szkole nauczało wówczas 44 nauczycieli.

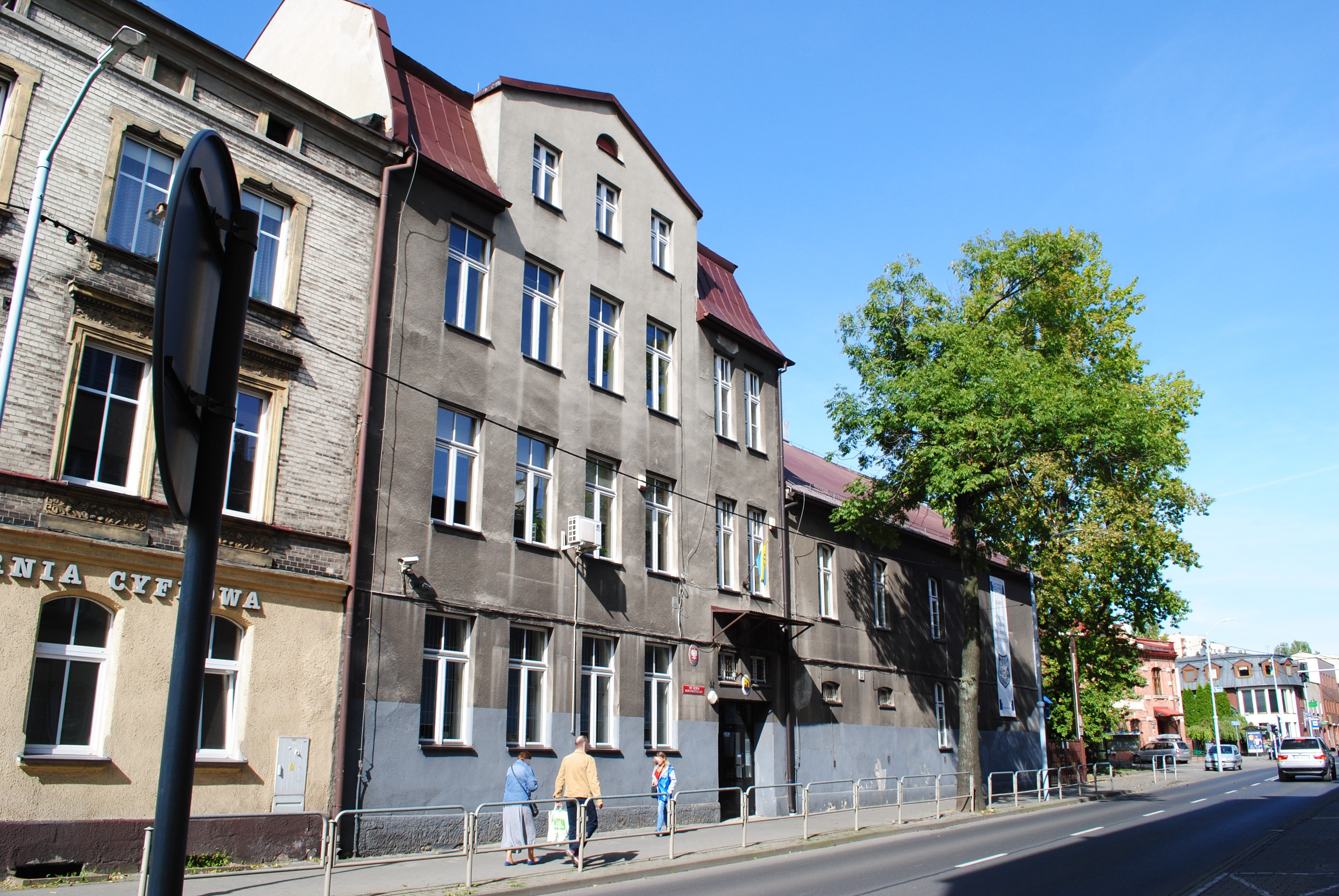
XIV Liceum Ogólnokształcące im. mjr. H. Sucharskiego przy ulicy Józefowskiej 32

Według stanu z lutego 2021 roku, w Józefowcu funkcjonują następujące placówki oświatowe:
- Centrum Rozwoju Dzieci Bardziej Kreatywne (ul. Józefowska 5)[66],
- Żłobek Kraina Odkrywcy (ul. T. Kotlarza 6)[67],
- Żłobek Miejski w Katowicach. Oddział (ul. Bytomska 8a)[68],
- Miejskie Przedszkole nr 47 z Oddziałami Integracyjnymi (ul. Słoneczna 60)[69],
- Miejskie Przedszkole Nr 73 im. Misia Uszatka (ul. Słoneczna 77a)[70],
- Miejskie Przedszkole nr 82 im. Dzieci z Leszczynowej (ul. Bytomska 8b)[71],
- Filia Szkoły Podstawowej Nr 17 im Tadeusza Kościuszki (ul. Józefowska 52)[72],
- Szkoła Podstawowa nr 19 im. Wojciecha Korfantego (ul. Krzyżowa 12)[73],
- XIV Liceum Ogólnokształcące im. mjr. H. Sucharskiego (ul. Józefowska 32)[74].

## Kultura, sport i rekreacja

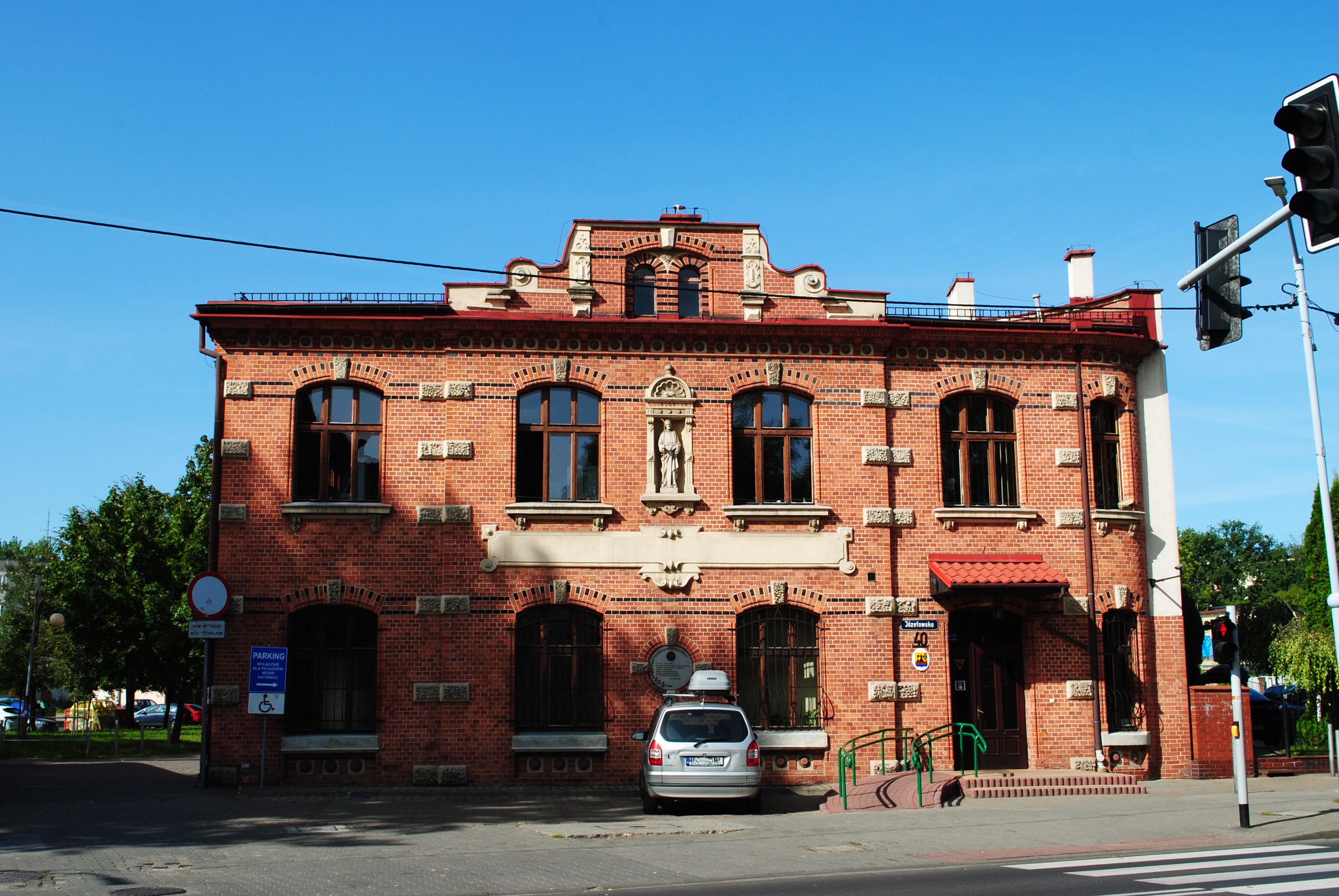
Hala Sportowa Józefowska MOSiR Katowice, mieszcząca się w budynku dawnej restauracji Geislera przy ulicy Józefowskiej 40

Pierwsze polskie organizacje kulturalne w Józefowcu powstały na początku XX wieku. Były to m.in. chór mieszany „Harmonia”, założony w 1908 roku. Liczył on w latach międzywojennych około stu członków. Najbliższym domem kultury jest Filia „Dąb” Miejskiego Domu Kultury „Koszutka”, położona przy ulicy Krzyżowej 1. Oferuje ona zajęcia dla dzieci, młodzieży i dorosłych, w tym muzyczne (nauki gry na pianinie/keyboardzie i gitarze), plastyczne, fotograficzne, wokalne (w tym chór Anima Canto), taneczne i sportowe (gimnastyka dla seniorów, szachy i brydż). Ponadto przy ulicy Józefowskiej 100 działa zarządzany przez Katowicką Spółdzielnię Mieszkaniową Klub Spółdzielczy KSM „Józefinka”. W Józefowcu działa też Filia nr 6 Miejskiej Biblioteki Publicznej w Katowicach, położona przy ulicy Bytomskiej 8a. Prócz wypożyczalni i dostępu do Internetu biblioteka organizuje lekcje biblioteczne, cykl spotkań dla dzieci, zajęcia literackie, a także organizuje akcje promujące czytelnictwo.
Na początku XX wieku powstały również pierwsze stowarzyszenia sportowe. W 1905 roku powołano Towarzystwo Sportowe „Turnverein”, które rok później objęło całą gminę Dąb pod nazwą „Menner Turn Verein Domb”. Kilka lat później powstał „Spielverein” – osobny dla Dębu i Józefowca. Dnia 12 lutego 1912 roku podołano gniazdo Dąb-Józefowiec Towarzystwa Gimnastycznego „Sokół”. W 1920 roku liczyło ono 113 członków. W tym samym roku powołano w Józefowcu Klub Sportowy „Orzeł”. Po przyłączeniu Józefowca do Wełnowca utworzono osobne gniazdo „Sokoła”. W hali sportowej MOSiR, znajdującej się w budynku dawnej restauracji Geislera przy ulicy Józefowskiej 40 pod kierownictwem Jana Czaji trenowali zapaśnicy GKS-u Katowice, którzy zdobywali liczne medale, w tym trzy igrzysk olimpijskich.
W Józefowcu znajdują się ogólnodostępne place zabaw i inne tereny rekreacyjne. Place zabaw zlokalizowane są m.in. przy ulicy prof. J. Mikusińskiego (wyposażony jest w domek ze zjeżdżalnią i inne urządzenia zabawowe) i ulicy F. Nowowiejskiego (składa się z domku ze zjeżdżalnią i inne urządzenia, a także w siłownię na świeżym powietrzu z 11 urządzeniami do ćwiczeń). Ze środków budżetu obywatelskiego w rejonie ulic: F. Nowowiejskiego, Szczecińskiej i T. Kotlarza powstał w dzielnicy wybieg dla psów, wyposażony w przeszkody dla psów, śluzy, trawniki oraz piasek. W ramach budżetu obywatelskiego w 2017 roku powstała również strefa street workoutu.

## Religia

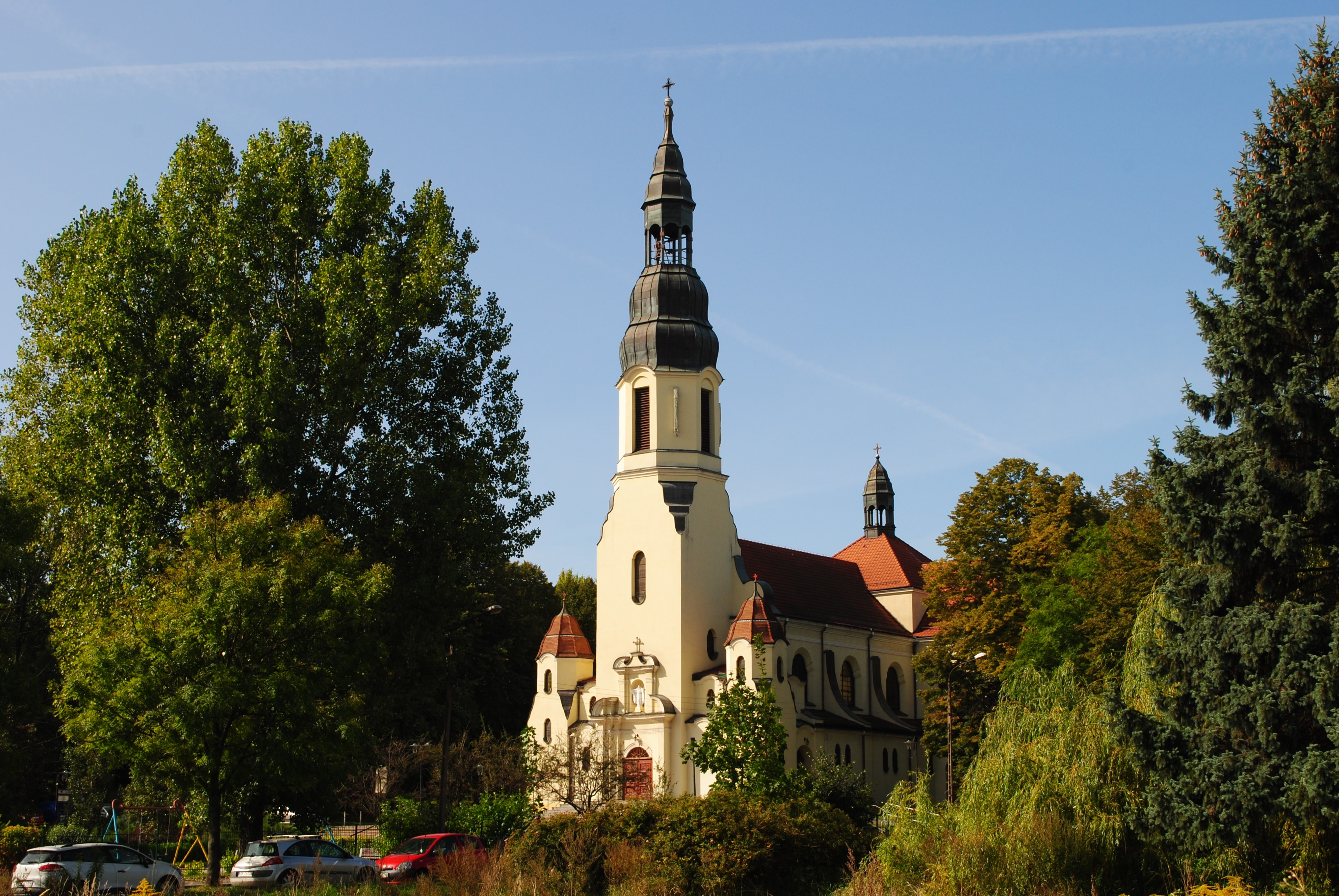
Kościół parafialny parafii św. Józefa Robotnika (2020)

Największą wspólnotą religijną w Józefowcu jest rzymskokatolicka parafia św. Józefa Robotnika z siedzibą przy ulicy prof. J. Mikusińskiego 8. Jest ona częścią dekanatu Katowice-Załęże w archidiecezji katowickiej. W 2015 roku przynależało do niej około 12 tys. wiernych. Obejmuje ona swoim zasięgiem wiernych z całego Józefowca.
Początki na rzecz powołania odrębnej parafii rzymskokatolickiej w Józefowcu rozpoczęto w 1895 roku, lecz dopiero w 1919 roku z dębskiej parafii ustanowiono lokalię. Rozpoczęto również budowę tymczasowej świątyni. Początkowo w kościele nabożeństwa odprawiali duchowni z Dębu, a w 1921 roku mianowano księdza kuratusa – był nim ks. Paweł Michatz. Samodzielną parafię erygowano 1 sierpnia 1925 roku. Do niej przydzielono również wiernych z kolonii Agnieszki. W 1946 roku w domu przy ulicy Józefowskiej 108 zaczęły służbę siostry zakonne ze Zgromadzenia Córek Bożej Miłości, po czym przeprowadziły się najpierw na ulicę Strażacką, a potem na ulicę Bytomską 15.